# الطاهر بوسمة
الطاهر بوسمة (1934- )، محامي وسياسي ووالي وعضو سابق في البرلمان التونسي.

## مسيرته الإدارية
ولد الطاهر بوسمة في مدينة طبلبة وزاول تعليمه الابتدائي في مدرسة الهداية القرآنية بمسقط رأسه ثم التحق عام 1951 بجامع الزيتونة حيث تحصل على شهادة التحصيل. حاز عام 1960 على الإجازة في القانون وكفاءة المحاماة، وفي نوفمبر من نفس العام عيّن كمعتمد في ولاية القصرين فصفاقس ثم على التوالي معتمدا في عين دراهم ثم النفيضة ثم سوسة المدينة. 
سمي في صيف 1970 واليا على الكاف، وفي 1971 واليا على قفصة (التي كانت تضم أيضا ولاية توزر وجزء من ولاية سيدي بوزيد) إلى 1972 تاريخ تعيينه على رأس ولاية القيروان. بقي بوسمة في عاصمة الأغالبة 6 سنوات شهدت فيها الولاية تطورا إداريا ملحوظا ونشاطا ثقافيا هاما كما استقبل في تلك الفترة عدة شخصيات اجنبية كالشيخ زايد بن سلطان والسلطان قابوس بن سعيد ويوليانا ملكة هولندا ورئيس الجمهورية العربية اليمنية إبراهيم الحمدي. في عام 1978 رقي كمدير عام للشؤون الجهوية بوزارة الداخلية.

## مسيرته السياسية
انخرط بوسمة منذ أواسط الخمسينات في الحزب الحر الدستوري الجديد ونشط في الاتحاد العام لطلبة تونس الذي انتخب عام 1960 عضوا في هيئته الإدارية. دخل عام 1979 مجلس الأمة ثم انتخب عام 1981 عضوا في اللجنة المركزية للحزب الاشتراكي الدستوري الحاكم. كان بوسمة من المقربين من الوزير الأول محمد مزالي ومع إقالة هذا الأخير وقع تجميد نشاطه داخل الحزب. بعد حركة 7 نوفمبر 1987، حاول النظام الجديد استقطابه ضمن التجمع الدستوري الديمقراطي المكون حديثا إلا أنه رفض مفضلا التفرغ للمحاماة وبقي بعيدا عن النشاط السياسي طوال عهد الرئيس زين العابدين بن علي. عاد إلى الواجهة السياسية بعد الثورة التونسية وبعد محاولة أولى لإحياء الحزب الاشتراكي الدستوري مع مصطفى الفيلالي، انضم لفترة وجيزة لحزب الحركة الدستورية  التي أسسها الوزير الأول السابق حامد القروي. باشر بوسمة المحاماة منذ 1980 ومن القضايا الهامة التي رافع عنها قضية محمد مزالي  كما ساهم كمستشار قانوني في إطلاق جزء كبير من شركات الإيجار المالي في تونس. للطاهر بوسمة سلسلة من المقالات سرد فيها تجاربه مع شخصيات سياسية تونسية مختلفة كالهادي نويرة ووسيلة بورقيبة وأحمد بن صالح وقع نشرها في جريدة الصريح ابتداء من 2014.

## الأوسمة
- قلده الرئيس الحبيب بورقيبة بوسامي الاستقلال والجمهورية من الصنفين الثالث والثاني.
- وسام سلطنة عمان من الصنف الثاني من طرف السلطان قابوس.
- وسام هولاندا من الصنف الأول.
- وسام لوكسنبورغ من الصنف الثاني.
- المواطنة الشرفية لمدينتي القاهرة والقيروان.